# Mepolizumab
Mepolizumab (łac. mepolizumabum, nazwa handlowa Nucala) – humanizowane, przeciwciało monoklonalne klasy IgG1/к, wykazujące się dużą swoistością i powinowactwem do oraz skierowanym przeciw ludzkiej interleukinie 5 (IL-5). Ten lek jest wytwarzany w technologii rekombinacji DNA z linii komórek jajnika chomika chińskiego. Mepolizumab jest stosowany w leczeniu opornej na leczenie eozynofilowej astmy oskrzelowej u dzieci i dorosłych.

## Mechanizm działania
Mepolizumab jest humanizowanym przeciwciałem monoklonalnym, które, blokuje wiązanie się IL-5 z łańcuchem alfa kompleksu receptora IL-5 znajdującego się na powierzchni eozynofilów.

## Zastosowanie medyczne
Mepolizumab jest stosowany jako leczenie uzupełniające ciężkiej, opornej na leczenie astmy oskrzelowej eozynofilowej. Leczenie mepolizumabem jest długotrwałe i nie jest zalecane nagłe odstawiania dotychczasowych leków, w szczególności glikokortykosterydów (jeśli jest to wskazane należy ich dawki zmniejszać stopniowo).

Decyzja o rozpoczęciu leczenia i nadzór nad leczeniem powinien należeć do lekarzy pulmonologów z doświadczeniem w leczeniu astmy eozynofilowej.

Co najmniej raz w roku, lekarz prowadzący ocenia przebieg choroby i efekty kontroli zaostrzeń astmy. Na tej podstawie podejmuje decyzję o kontynuowaniu lub zaprzestaniu leczenia.
Na podstawie badań klinicznych stwierdzono, że konieczność hospitalizacji z powodu zaostrzeń astmy w wyniku leczenia zmniejszyła się o ok. 50%, w porównaniu z placebo.
W listopadzie 2015 dopuszczenie do stosowania na terenie USA ogłosiła Agencja Żywności i Leków.
W grudniu 2015 roku Europejska Agencja Leków (EMA) dopuściła do leczenia mepolizumab (Nucala, firmy                                                                          GlaxoSmithKline) na terenie Unii Europejskiej. 
W grudniu 2017 amerykańska Agencja Żywności i Leków rozszerzyła wskazania do stosowania mepolizumabu na zespół Churga-Strauss, który polega na występowaniu ziarniniaków eozynofilowych z zapaleniem wielu naczyń krwionośnych.
Ze względu na znaczny koszt leczenia mepolizumabem, w Polsce, jest ono dostępne dla pacjentów z astma w ramach finansowanego przez Ministerstwo Zdrowia programu lekowego (we wskazaniach: leczenie ciężkiej astmy eozynofilowej, zamiennie z benralizumabem).

## Dawkowanie
Mepolizumab jest stosowany w postaci iniekcji podskórnej w górną część ramienia, udo lub brzuch.
U dorosłych i młodzieży powyżej 11. roku życia dawka wynosi 100 mg podawana co 4 tygodnie.
Natomiast u dzieci (6-11 lat) dawka wynosi 40 mg podawana z taką samą częstością.
Amerykańska Agencja ds. Żywności i Leków (FDA) zatwierdziła mepolizumab do samodzielnego podawania w warunkach domowych przez odpowiednio przeszkolonego pacjenta lub personel medyczny za pomocą ampułkostrzykawki.

## Preparaty
- Nucala (GlaxoSmithKline) 100 mg w fiolce, wstrzykiwaczu lub ampułkostrzykawce[1].